# Vaubonés
Vaubonés (en francès Valbonnais) és un municipi de França, situat al departament de la Isèra i la regió d'Alvèrnia-Roine-Alps.